# Rune Skogberg
Rune Skogberg, född den 9 mars 1968 i Sibbo i Finland, är en finlandssvensk översättare och språkvetare. Rune Skogberg har arbetat vid TeliaSonera i Helsingfors. Han har i nästan två årtionden skrivit språkspalten "Språkörat" i Finlands kommuntidning, nuvarande Fikt. Han har även skrivit språkspalten "Språkröret" i tidskriften Forum för ekonomi och teknik. Han har tidigare varit anställd som bl.a. lektor i massmediespråk vid journalistlinjen vid Svenska social- och kommunalhögskolan vid Helsingfors universitet och assistent och äldre lektor vid Svenska handelshögskolan i Helsingfors. Han är ledamot av statsrådets svenska språknämnd i Finland och censor i examensnämnden för auktoriserade translatorer i Finland samt ledamot av Hugo Bergroth-sällskapet. Han är även tidigare ledamot av styrelsen för Terminologicentralen TSK i Helsingfors.